# Rezerwat przyrody Lisia Góra
Lisia Góra – rezerwat przyrody znajdujący się na terenie Rzeszowa w województwie podkarpackim. Jest położony w południowej części miasta, nad rzeką Wisłok, na wysokości 200–218 m n.p.m.
- numer według rejestru wojewódzkiego – 66
- dokument powołujący – Dz.U.98.166.1223[4]
- powierzchnia – 8,49 ha[1] (akt powołujący podawał 8,11 ha[4])
- rodzaj rezerwatu – leśny[1][2]

- typ rezerwatu – nasadzeń i upraw

- podtyp rezerwatu – starych drzew

- typ ekosystemu – leśny i borowy

- podtyp ekosystemu – lasów nizinnych

- przedmiot ochrony – starodrzew dębowy z licznymi sędziwymi dębami szypułkowymi o okazałych rozmiarach[1][2]

Starodrzew rezerwatu „Lisia Góra” jest osobliwością przyrodniczą, gdyż tworzy wyspę lasu dębowego wyeksponowaną w krajobrazie miasta i najbliższej okolicy (jest to „mini Puszcza Białowieska”). Występuje tu największe skupisko dorodnych okazów dębu szypułkowego (ok. 100 sztuk) w woj. podkarpackim na tak niewielkiej powierzchni.
Najokazalsze z nich osiągnęły obwód 606,5 i 536 cm, a obwody dwóch grabów pospolitych – 246 i 202 cm oraz klonu polnego – 236 cm. W rezerwacie stwierdzono następujące zbiorowiska roślinne: grąd niski kokoryczowy, grąd wilgotny, łęg wiązowo-jesionowy z dwoma podzespołami, zbiorowisko komosy i szczawiu tępolistnego, zbiorowisko łąkowo-dywanowe, zespół podagrycznika i lepiężnika różowego oraz zespół rzęsy wodnej. Rosną tu trzy gatunki górskie oraz siedem objętych ochroną gatunkową. Z roślin chronionych rosną: barwinek pospolity, bluszcz pospolity, centuria pospolita, kopytnik pospolity, pierwiosnka lekarska oraz krzewy: kalina koralowa i kruszyna pospolita.
Fauna reprezentowana jest m.in. przez 176 gatunków ptaków. W okresie zimowym teren rezerwatu stanowi miejsce noclegowe bardzo licznych stad gawronów przylatujących z krajów skandynawskich na przezimowanie. Z płazów dość pospolicie występują: żaba trawna i moczarowa, ropucha zwyczajna, szara i zielona, rzadziej rzekotka drzewna oraz kumak nizinny. Gady reprezentują: jaszczurka zwinka i – od kilku lat – zaskroniec zwyczajny. Do najcenniejszych owadów należy kozioróg dębosz i dyląż garbarz.

## Ścieżki przyrodnicze i dydaktyczne
Rezerwat leży w ciągu rekreacyjno-wypoczynkowym, Lisia Góra jest siódmym przystankiem ścieżki przyrodniczej im. Władysława Szafera.
Lista przystanków ścieżki przyrodniczej:
1. Stary Cmentarz,
2. Olszynki,
3. Park Kultury i Wypoczynku,
4. Zapora na Wisłoku,
5. na wysokości Zespołu Szkół Elektronicznych,
6. przy ujęciu wody PRATT & WHITNEY RZESZÓW S.A.,
7. Lisia Góra,
8. skarpa lessowa,
9. dawna przeprawa na wyspę.

Na terenie rezerwatu została także utworzona ścieżka dydaktyczno-przyrodnicza z jedenastoma stanowiskami, jej długość wynosi 1165 metrów.